# Wang Xinghao
Wang Xinghao (王星昊; 2 febbraio 2004) è un goista cinese.

## Biografia
Diventato professionista nel 2016, è stato considerato il più forte giocatore adolescente del mondo fino al compimento dei 20 anni. Ha vinto il World Youth Go Championship nel 2015. Dopo aver studiato in un club di Go a Shanghai, ha continuato a studiare nelle scuole di Go di Pechino e Hangzhou. Ha ottenuto l'8° dan nel 2023 e il 9° dan nello stesso anno.
Nel 2020 e ne 2021 è arrivato secondo allo Xinren Wang, competizione che ha poi vinto nel 2022.
Nel 2021 e nel 2022 ha vinto due edizioni consecutive della Globis Cup, classificandosi secondo nell'edizione del 2023. Nello stesso anno ha vinto la Changqi Cup.
A marzo 2025 ha perso la finale della Coppa Nanyang contro il sudcoreano Shin Jin-seo. Ad aprile ha vinto per 2-0 la finale della prima edizione della Coppa Beihai Xinyi contro il cinese Li Qincheng; questo ha fatto di lui il primo goista nato nel XXI secolo a vincere una competizione internazionale maggiore. A fine aprile ha sconfitto per 2-0 Lian Xiao, strappandogli il titolo di Tianyuan.

## Palmarès
| Nazionali          | Nazionali      | Nazionali      |
| Torneo             | Vittorie       | Finalista      |
| ------------------ | -------------- | -------------- |
| Xinren Wang        | 1 (2022)       | 2 (2020, 2021) |
| Changqi Cup        | 1 (2023)       |                |
| Tianyuan           | 1 (2025)       |                |
| Internazionali     |                |                |
| Torneo             | Vittorie       | Finalista      |
| Globis Cup         | 2 (2021, 2022) | 1 (2023)       |
| Coppa Nanyang      |                | 1 (2025)       |
| Coppa Beihai Xinyi | 1 (2025)       |                |